# USS Huse (DE-145)
«Г'юз» (англ. USS Huse (DE-145) — військовий корабель, ескортний міноносець класу «Едсалл» військово-морських сил США за часів Другої світової війни.
«Г'юз» був закладений 11 січня 1943 року на верфі Consolidated Steel Corporation в Оранджі, де 23 березня 1943 року корабель був спущений на воду. 30 серпня 1943 року він увійшов до складу ВМС США.
Ескортний міноносець «Г'юз» брав участь у бойових діях на морі в Другій світовій війні, супроводжував транспортні конвої союзників в Атлантиці.
За бойові заслуги, проявлену мужність та стійкість екіпажу в боях «Г'юз» удостоєний медалей «За Європейсько-Африкансько-Близькосхідну кампанію», за службу національній обороні і Перемоги у Другій світовій війні шести бойових зірок.

## Історія
7 квітня 1944 року у Північній Атлантиці південно-східніше Бостона американські есмінці «Чамплін» і «Г'юз» глибинними бомбами потопили німецький підводний човен U-856.
26 квітня «Г'юз» у взаємодії з американськими ескортними міноносцями «Барбер», «Фрост» та «Сноуден» потопили глибинними бомбами західніше островів Зеленого мису німецький човен U-488.
12 червня ескортний міноносець, діючи разом з ескортними міноносцями «Фрост» і «Інч» та літаками з ескортного авіаносця ВМС США «Кроатан», потопив глибинними бомбами північно-західніше Азорських островів німецький човен U-490.
25 березня 1945 року «Г'юз» знову приєднався до «Кроатана» для проведення протичовнових операцій. 16 квітня 1945 року в Атлантиці два кораблі його класу «Стентон» та «Фрост» затопили U-880 типу VII. Вони продовжували діяти в північних водах поблизу Арджентії, Ньюфаундленд, до повернення до Нью-Йорка 14 травня 1945 року.